# Apocalypse Now
Apocalypse Now és un pel·lícula estatunidenca de Francis Ford Coppola estrenada el 1979. És una adaptació lliure de la novel·la de Joseph Conrad, El cor de les tenebres (Heart of Darkness).
Està classificada el 28è lloc del Top 100 de l'American Film Institute i ha obtingut, entre altres distincions, la Palma d'Or del Festival de Canes. Un nou muntatge de la pel·lícula va sortir el 2001, Apocalypse Now Redux. Ha estat doblada al català

## Argument
El 1969, durant la Guerra del Vietnam, el coronel Kurtz de les Forces Especials de l'exèrcit dels Estats Units s'ha tornat boig i ara mana a les seves pròpies tropes de Montagnard, a l'interior de Cambodja, com a semidéu. Kurtz, dirigeix un grup d'indígenes i du a terme operacions contra l'enemic amb una brutalitat aterridora.
El coronel Lucas i el general Corman, cada vegada més preocupats per les operacions de Kurtz, assignen al capità Benjamin L. Willard la missió de trobar i executar el Coronel Kurtz, els mètodes del qual són considerats malsans.
Willard, inicialment ambivalent, s'uneix a un vaixell patruller de la flota naval nord-americana (PBR) amb la tripulació Lance, "Chef" i "(Mr.) Clean" per dirigir-se aigües amunt. En primer lloc es reuneixen amb el tinent coronel Bill Kilgore, primer comandant de Cavalleria, i aficionat al surf, per decidir com pujar el Nùng. Kilgore es burla, però sent certa complicitat amb Lance, en descobrir la seua experiència com a surfista i accedeix a escortar-los a través de la boca costanera de Nùng's controlada pel Viet Cong. L'atac a l'alba té èxit, amb Kilgore ordenant un cop de napalm. Willard reuneix els seus homes al PBR i viatja aigües amunt.
La tensió interna sorgeix a mesura que Willard creu en el seu propi comandament del PBR, mentre que Chief prioritza altres objectius sobre els de Willard. A poc a poc, en el seu camí aigües amunt, Willard revela parcialment la seva missió a Chief per assenyalar les seues preocupacions sobre per què haurien de procedir en la seua missió. A mesura que cau la nit, el PBR arriba a l'avançada del pont americà Do Lung en el riu Nùng. Willard i Lance entren a la recerca d'informació sobre quines maniobres tenen més possibilitats. No poden trobar el comandant, i Willard ordena Chief que continue, mentre un enemic invisible llança un atac cap al pont.
L'endemà, Willard s'assabenta de l'enviament d'un altre operatiu MACV-SOG amb anterioritat, el del Capità Colby, que va ser enviat a una missió anterior idèntica a Willard, i s'havia unit a Kurtz. Mentrestant, mentre la tripulació llegeix cartes des de casa, Lance activa un fum granada, atraient l'atenció d'un enemic camuflat i el mr. Clean és assassinat. Més avall, Chief és empalat per una llança dels indígenes i mentre mor intenta matar Willard. Willard el sufoca, i Lance fa una cerimònia per Chief al riu. Willard revela la seva missió a Chef, i malgrat la seua ira cap a la missió, rebutja l'oferta de Willard perquè continue sol i insisteix que completen la missió junts.
El PBR arriba a l'avançada de Kurtz i la tripulació supervivent és rebuda per un fotoperiodista independent nord-americà, que elogia de forma maniaca el geni de Kurtz. Mentre caminen, es troben amb un Colby proper i catatònic, juntament amb altres soldats dels EUA ara en l'exèrcit renegat de Kurtz. Tornant al PBR, Willard pren Lance amb ell, deixant a Chef enrere amb ordres de cridar en un atac aeri sobre el compost de Kurtz si no tornen. Chef és assassinat per Kurtz.
Al campament, Willard es sotmès, lligat i portat davant de Kurtz en un temple fosc. Torturat i empresonat durant diversos dies, Willard és alliberat. Kurtz li explica les seues teories sobre la Guerra, la condició humana i la civilització, alhora que elogia la crueltat i la dedicació del Viet Cong. Kurtz parla de la seva família, i li demana a Willard que li comunique aquella informació al seu fill.
Aquella nit, quan els Montagnards estan matant un búfal d'aigua, Willard entra a la cambra de Kurtz mentre està realitzant una gravació, i l'ataca amb un maxet. Ferit mortalment, Kurtz xiuxiueja "...l'horror...l'horror..." i mor. Tots en el poblat veuen Willard sortint, portant una col·lecció dels escrits de Kurtz, i s'inclinen cap a ell. Aleshores Willard dirigeix Lance al vaixell i marxen. Les paraules finals de Kurtz es repeteixen i la imatge s'enfosqueix cap al negre.

## Al voltant de la pel·lícula
- El rodatge, a les Filipines, va ser especialment difícil. Després de provar el paper de Willard als diferents actors, inclòs Steve McQueen que el va refusar, Coppola selecciona Harvey Keitel i roda les primeres escenes amb ell. Veient les primeres preses, i insatisfet amb l'actor, finalment decideix substituir-lo per Martin Sheen, que tindrà un infart durant la realització de la pel·lícula.[1] Les condicions del rodatge eren extremadament difícils i la selva va ser arrasada per un cicló tropical. Els helicòpters, prestats per l'Exèrcit de les Filipines, van ser pintats en un matí amb els colors de l'exèrcit dels Estats Units, i després repintats de nit amb els seus colors oficials. Al final, el rodatge va durar 238 dies i el pressupost, que era inicialment de 17 milions de dòlars va ser de 31,5 milions de dòlars.[2] L'èxit de la pel·lícula i, en particular, la seva Palma d'Or va salvar Coppola de la catàstrofe financera.
- Coppola va invertir gran part de la seva fortuna personal en aquesta aventura. Va ser descrit per nombrosos testimonis com cada cop més megalòmana i paranoica a mesura que avançava el rodatge, va perdre més de 40 quilos i fins i tot va amenaçar de suïcidar-se diverses vegades.
- Apocalipsi Now va ser estrenada en el Festival de Cinema de Canes de 1979 com un treball en progrés i va compartir la Palma d'Or amb El tambor de llauna ( Die Blechtrommel) de Volker Schlöndorff
- A la seva estrena el 1979, la pel·lícula projectada en còpia de 70 mm no tenia genèric de principi o final. Un petit fulletó amb la llista de tècnics i actors que van treballar en la pel·lícula es va distribuir a l'entrada.
- El rodatge de la pel·lícula va ser objecte d'un documental publicat el 1991: Hearts of Darkness: A Filmmaker's Apocalypse, dirigida per Fax Bahr i George Hickenlooper sobre la base de pel·lícules d'aficionats rodades en els platós per la dona de Coppola, Eleanor Coppola
- Una nova versió ampliada considerablement (49 minuts suplementaris a partir dels elements originals) va ser distribuïda el 2001 sota el nom d'Apocalypse Now Redux.[3] La versió original i la versió de 2001 estan ara disponibles en un DVD titulat The expedient complet. Malgrat el títol, el paquet no inclou el final quan el campament on Kurtz és bombardejat.
- El llibre de Joseph Conrad, va tenir una més fidel adaptació, produïda per la televisió per Nicolas Roeg el 1994:  Heart of Darkness ambTim Roth, John Malkovich, Isaach de Bankolé i James Fox.
- La pel·lícula inclou diverses peces musicals com The End de The Doors (seqüència d'obertura), I Can't Get No Satisfaction dels Rolling Stones, i també la Cavalcada de les valquíries de Richard Wagner (en l'escena de l'atac a un poble vietnamita amb helicòpters).

## Repartiment
- Martin Sheen: Capità Benjamin L. Willard
- Marlon Brando: Coronel Walter E. Kurtz
- Robert Duvall: Tinent coronel Bill Kilgore
- Frederic Forrest: Jay « cap » Hicks
- Albert Hall: el comandant del vaixell, el tinent Philips
- Sam Bottoms: Lance Johnson
- Dennis Hopper: el periodista
- Larry Fishburne: Tyrone «Clean» Miller
- Aurore Clément: Roxanne Sarrault
- G.D. Spradlin: un general
- Harrison Ford: el coronel Lucas
- Scott Glenn: tinent Richard Colby
- Bill Graham: l'agent
- Cyndi Wood i Colleen Camp: els playmates
- Joe Estevez: la veu narratriva de Willard
- Franck Villard

## Premis i nominacions

### Premis
| any                          | Cerimonia                        | Premi                                                                       | Premiat                                             |  |
| ---------------------------- | -------------------------------- | --------------------------------------------------------------------------- | --------------------------------------------------- |  |
| Festival de Canes 1979       | Festival de Canes                | Palma d'Or                                                                  |                                                     |  |
| Festival de Canes 1979       | Festival de Canes                | Premi de la Federació internacional de la premsa cinematogràfica (FIPRESCI) |                                                     |  |
| 52 Cerimònia dels Oscar 1980 | Oscar                            | Oscar a la millor fotografia                                                | Vittorio Storaro                                    |  |
| 52 Cerimònia dels Oscar 1980 | Oscar                            | Oscar al millor so                                                          | Walter Murch Mark Berger Richard Beggs Nathan Boxer |  |
| 1980                         | American Movie Awards            | Millor actor secundari                                                      | Robert Duvall                                       |  |
| 1980                         | BAFTA                            | Millor actor secundari                                                      | Robert Duvall                                       |  |
| 1980                         | BAFTA                            | Millor director                                                             | Francis Ford Coppola                                |  |
| 1980                         | Premi David di Donatello         | Millor pel·lícula estrangera                                                | Francis Ford Coppola                                |  |
| 1980                         | Premi Globus d'Or                | Globus d'Or al millor actor secundari                                       | Robert Duvall                                       |  |
| 1980                         | Premi Globus d'Or                | Globus d'Or al millor director                                              | Francis Ford Coppola                                |  |
| 1980                         | Premi Globus d'Or                | Globus d'Or a la millor banda sonora original                               | Carmine Coppola Francis Ford Coppola                |  |
| 1980                         | National Society of Film Critics | Millor actor secundari                                                      | Frederic Forrest                                    |  |
| 1980                         | 1981                             | Premi del Cercle des critiques del film de Londres                          | Pel·lícula de l'any                                 |  |

### Nominacions
| any                          | Cerimònia                              | Nominació                                                | Nominat                                                       |
| ---------------------------- | -------------------------------------- | -------------------------------------------------------- | ------------------------------------------------------------- |
| 1979                         | British Society of Cinematographers    | Millor fotografia                                        | Vittorio Storaro                                              |
| 52 Cerimònia dels Oscar 1980 | Oscar                                  | Oscar a la millor pel·lícula                             |                                                               |
| 52 Cerimònia dels Oscar 1980 | Oscar                                  | Oscar al millor director                                 | Francis Ford Coppola                                          |
| 52 Cerimònia dels Oscar 1980 | Oscar                                  | Oscar al millor actor secundari                          | Robert Duvall                                                 |
| 52 Cerimònia dels Oscar 1980 | Oscar                                  | Oscar al millor guió adaptat                             | John Milius Francis Ford Coppola                              |
| 52 Cerimònia dels Oscar 1980 | Oscar                                  | Oscar a la millor direcció artística                     | Dean Tavoularis Angelo P. Graham George R. Nelson             |
| 52 Cerimònia dels Oscar 1980 | Oscar                                  | Oscar al millor muntatge                                 | Richard Marks Walter Murch Gerald B. Greenberg Lisa Fruchtman |
| 1980                         | American Cinema Editors (Eddie Awards) | Millor muntatge per un film                              | Lisa Fruchtman Gerald B. Greenberg Richard Marks Walter Murch |
| 1980                         | American Movie Awards                  | Millor pel·lícula                                        |                                                               |
| 1980                         | American Movie Awards                  | Millor actor                                             | Martin Sheen                                                  |
| 1980                         | BAFTA                                  | Millor pel·lícula                                        |                                                               |
| 1980                         | BAFTA                                  | Millor actor                                             | Martin Sheen                                                  |
| 1980                         | BAFTA                                  | Millor fotografia                                        | Vittorio Storaro                                              |
| 1980                         | BAFTA                                  | Millor muntatge                                          | Richard Marks Walter Murch Gerald B. Greenberg Lisa Fruchtman |
| 1980                         | BAFTA                                  | Millor disseny de producció                              | Dean Tavoularis                                               |
| 1980                         | BAFTA                                  | Millor so                                                | Nathan Boxer Richard P. Cirincione Walter Murch               |
| 1980                         | BAFTA                                  | Anthony Asquith Award per la millor música de pel·lícula | Carmine Coppola Francis Ford Coppola                          |
| 1980                         | Premis César                           | César a la millor pel·lícula estrangera                  | Francis Ford Coppola                                          |
| 1980                         | Directors Guild of America Award       | Director de la millor pel·lícula de l'any                | Francis Ford Coppola                                          |
| 1980                         | Golden Globes                          | Millor pel·lícula dramàtica                              |                                                               |
| 1980                         | Premis Grammy                          | Millor albúm de música de pel·lícula                     | Carmine Coppola Francis Ford Coppola                          |
| 1980                         | Writers Guild of America               | Millor guió original                                     | John Milius Francis Ford Coppola                              |
| 1981                         | Premis de l'acadèmia japonesa          | Millor pel·lícula en llengua estrangera                  |                                                               |